# جويل بلومكفيست
جويل بلومكفيست (بالسويدية: Joël Blomqvist)‏ هو ملحن وكاتب سويدي، ولد في 15 نوفمبر 1840 في ستوكهولم في السويد، وتوفي في 30 أكتوبر 1930 في Skärblacka ‏ في السويد.